# Dreamachine
La dreamachine è un dispositivo stroboscopico che produce stimoli visivi. È il primo oggetto nella storia dell'essere umano ad essere stato concepito per essere guardato con gli occhi chiusi. L'osservazione della dreamachine provoca nel soggetto che la "guarda" delle visioni colorate e, in alcuni casi, può indurre uno stato simile a quello del sogno.

## Descrizione
Concepita dal pittore e scrittore Brion Gysin e dal suo amico Ian Sommerville all'inizio degli anni 1960, la dreamachine è un semplice cilindro perforato, disposto su un giradischi a 78 giri, con una lampadina sospesa al centro. La rotazione del cilindro fa sì che la luce lampeggi ad una frequenza compresa tra 7 e 13 pulsazioni al secondo (Hertz). Questa gamma di frequenze corrisponde al cosiddetto "ritmo alfa", ovvero alle oscillazioni elettriche emesse dal cervello umano quando quest'ultimo si trova in stato di rilassamento, quando gli occhi sono chiusi, o in assenza di stimoli esterni. Dal 1989 al 2007, David Woodard ha realizzato delle repliche della Dreamachine.
Dreamachine è il soggetto per il documentario FLicKeR di Nik Sheehan, nel National Film Board of Canada 2008.
Il lampeggiamento della dreamachine stimola il nervo ottico ed altera l'attività elettrica cerebrale. I fruitori dell'opera descrivono visioni colorate caleidoscopiche "proiettate" dietro le palpebre, che possono evolvere fino ad assumere forme concrete e dare l'impressione di stare sognando (da qui il nome dreamachine, ossia "macchina dei sogni").